# Новомодна
Новомодна (пол. Nowomodna) — село в Польщі, у гміні Яблонна-Ляцька Соколовського повіту Мазовецького воєводства.
Населення — 141 особа (2011).
У 1975-1998 роках село адміністративно належало до Седлецького воєводства.
Віряни римо-католики, які проживають у селі, належать до парафії Віврова.

## Демографія
Демографічна структура станом на 31 березня 2011 року:
|          | Загалом | Допрацездатний вік | Працездатний вік | Постпрацездатний вік |
| -------- | ------- | ------------------ | ---------------- | -------------------- |
| Чоловіки | 69      | 17                 | 37               | 15                   |
| Жінки    | 72      | 14                 | 39               | 19                   |
| Разом    | 141     | 31                 | 76               | 34                   |